# Clavulina mussooriensis
Clavulina mussooriensis é uma espécie de fungo pertencente à família Clavulinaceae.